# Superkupa Shqiptar 2022
La Superkupa Shqiptar 2022 è stata la 29ª edizione della competizione che si è disputata il 7 dicembre 2022 all'Arena Kombëtare di Tirana, in Albania, tra il Tirana, vincitore della Kategoria Superiore 2021-2022 ed il Vllaznia detentore della Kupa e Shqipërisë 2021-2022. Il Tirana ha conquistato il trofeo per la dodicesima volta nella sua storia.

## Partecipanti
| Squadre  | Qualificazione                                | Partecipazioni precedenti (il grassetto indica la vittoria)                                   |
| -------- | --------------------------------------------- | --------------------------------------------------------------------------------------------- |
| Tirana   | Vincitore della Kategoria Superiore 2021-2022 | 15 (1989, 1994, 2000, 2001, 2002, 2003, 2004, 2005, 2006, 2007, 2009, 2011, 2012, 2017, 2020) |
| Vllaznia | Vincitrice della Kupa e Shqipërisë 2021-2022  | 5 (1992, 1998, 2001, 2008, 2021)                                                              |

## Tabellino
| Arbitro: | Eldorjan Hamiti |

|                                     |           |                          |
| Patrick 39’ Hasani 53’ Xhixha 90+2’ | Marcatori | 8’ Mala 8’ (rig.) Latifi |